# Promachus hinei
Promachus hinei är en tvåvingeart som beskrevs av Stanley Willard Bromley 1931. Promachus hinei ingår i släktet Promachus och familjen rovflugor. Inga underarter finns listade i Catalogue of Life.